# 德克斯特鎮區 (堪薩斯州考利縣)
德克斯特鎮區（英語：Dexter Township）為美國堪薩斯州考利縣轄下的鎮區。2010年美国人口普查中該鎮區人口有433人。

## 地理
德克斯特鎮區涵蓋面積184.99平方（71.43平方英里），境內的城市有德克斯特。

### 溪流
通過此鎮區的溪流有：
- 布林登溪（Bullington Creek）
- 迪爾溪（Deer Creek）
- 小克拉布溪（Little Crabb Creek）
- 特基溪（Turkey Creek）

## 人口統計
根據2010年美國人口普查，德克斯特鎮區人口有433人，住房196戶，人口密度為2.34人/每平方公里。此鎮區居民之種族中，白人佔96.07%，非裔美國人佔0.23%，美洲原住民佔2.54%，亞裔美國人佔0%，太平洋島裔美國人佔0.23%，其他種族佔0%，混血種族則佔0.92%。而西班牙裔或拉丁裔美國人佔此鎮區人口的0.46%。

## 外部連結
- USGS Geographic Names Information System (GNIS) （页面存档备份，存于）
- City-Data.com （页面存档备份，存于）